# Athetis derufata
Athetis derufata är en fjärilsart som beskrevs av Embrik Strand 1921. Athetis derufata ingår i släktet Athetis och familjen nattflyn. Inga underarter finns listade i Catalogue of Life.